# Пилипей Леонід Петрович
Леоні́д Петро́вич Пилипе́й (нар. 28 квітня 1950, Дігтярі) — тренер з легкої атлетики, заслужений працівник фізичної культури і спорту України (2019), доктор наук з фізичного виховання і спорту, професор.

## Життєпис
Народився 1950 року в смт Дігтярях Срібнянського району Чернігівської області. Протягом 1968—1970 років проходив службу в лавах Збройних сил, рота почесної варти. 1975 року став чемпіоном УРСР з літнього біатлону, срібний призер Спартакіади народів СРСР з військового багатоборства.
1976 року з відзнакою закінчив Миколаївський національний університет імені В. О. Сухомлинського — за спеціальністю «вчитель фізичного виховання». В 1989—1993 роках проходив навчання в аспірантурі Всесоюзного науково-дослідного інституту фізичної культури.
1992 року захистив дисертацію за спеціальністю «Теорія і методика фізичного виховання, спортивного тренування і оздоровчої фізичної культури». 1993-го присвоєно почесне звання відмінника народної освіти України.
В 1994—1996 роках — доцент кафедри теорії і методики фізичного виховання Сумського державного педагогічного інституту. З 1996 по 1997 рік — доцент кафедри загальноосвітніх дисциплін Української академії банківської справи. Від 1997 по 1998 рік — доцент кафедри розвитку і розміщення продуктивних сил Української академії банківської справи.
З 1998 по 2016 рік — завідувач кафедри фізичного виховання в ДВНЗ «УАБС НБУ».
Від 2016 року — завідувач кафедри фізичного виховання і спорту СумДУ.
Має низку нагороджень та відзнак, деякі з них: Неодноразово ставав переможцем республіканських оглядів-конкурсів — на кращого керівника, викладача фізичного виховання; тренер вищої категорії.
Серед вихованців — Гуцол Євген Миколайович.